# Castillo de Berguedá
El Castillo de Berguedá o de Madrona es un castillo del municipio de Berga (provincia de Barcelona) situado en la cima de la colina más alta a poniente del santuario de Queralt, en el cerro llamado Castellberguedà. Es una obra declarada Bien Cultural de Interés Nacional.

## Descripción
El castillo, fronterizo, presenta una gran dificultad de localización. Seguimos a Martí de Riquer que ha estudiado la zona y la documentación para su trabajo sobre el trovador Guilhem de Berguedan:

... hay que localizarlo, sin duda, en el imponente cerro escarpado dicho Castellberguedà que se levanta ante Berga, cerca del Santuario de Queralt - Martí de Riquer

Los restos del castillo estarían, tal vez, en la iglesia de Sant Pere de Madrona y algunos elementos del hoy del santuario de Santa María de Queralt.
El castillo medieval, sin embargo, se habría construido encima de un castillo visigótico más antiguo. En investigaciones arqueológicas recientes de la iglesia de San Pedro se documenta: «Origen del castillo, época visigótica (siglo VII). Un castellum que perdura como castrum en la época carolingia y condal. Templo actual, siglo XIII; reformas entre los siglos XVIII y XIX.

## Historia

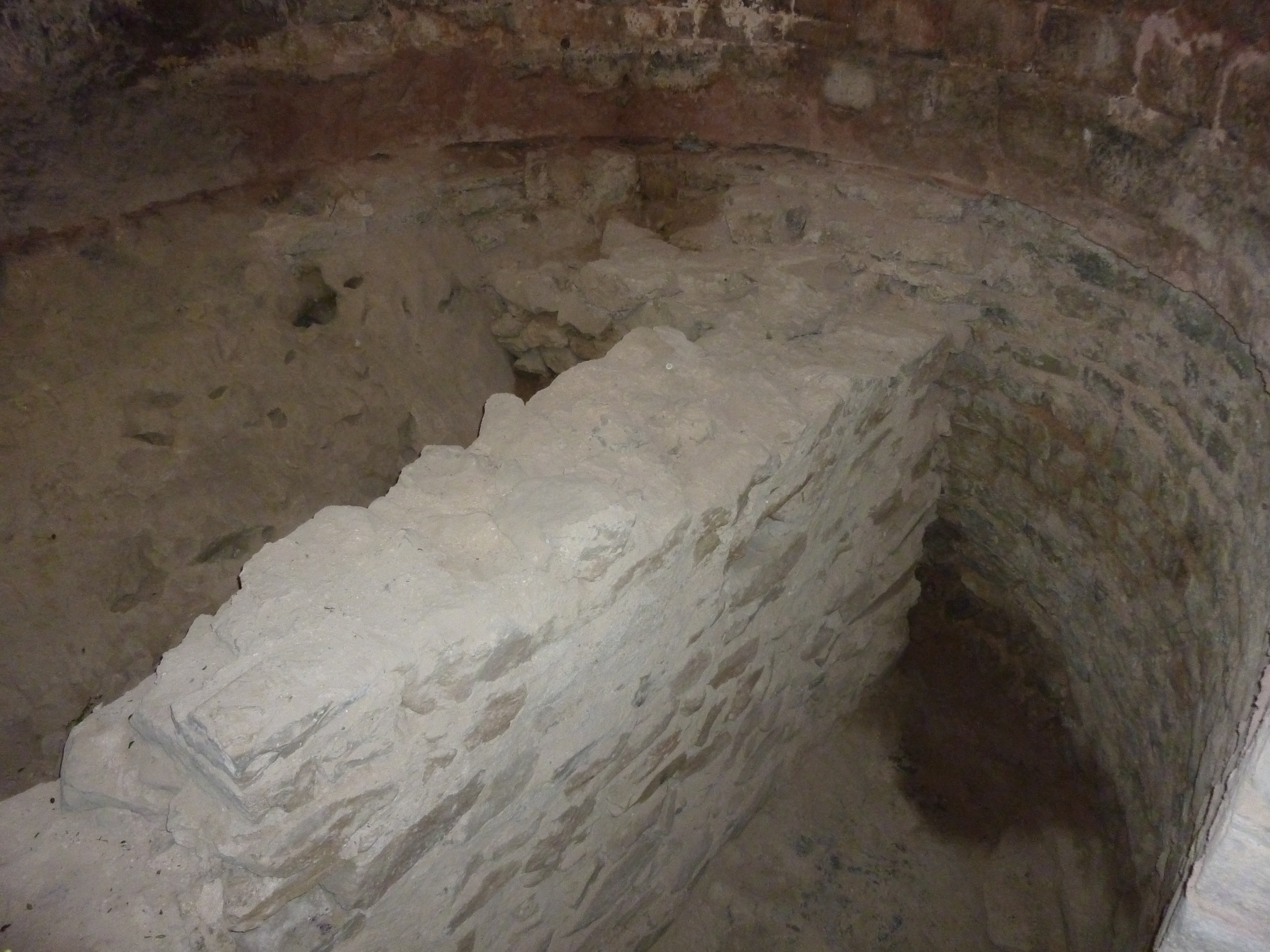
Muro del castillo en Sant Pere de Madrona (Excavación (2007-2010)

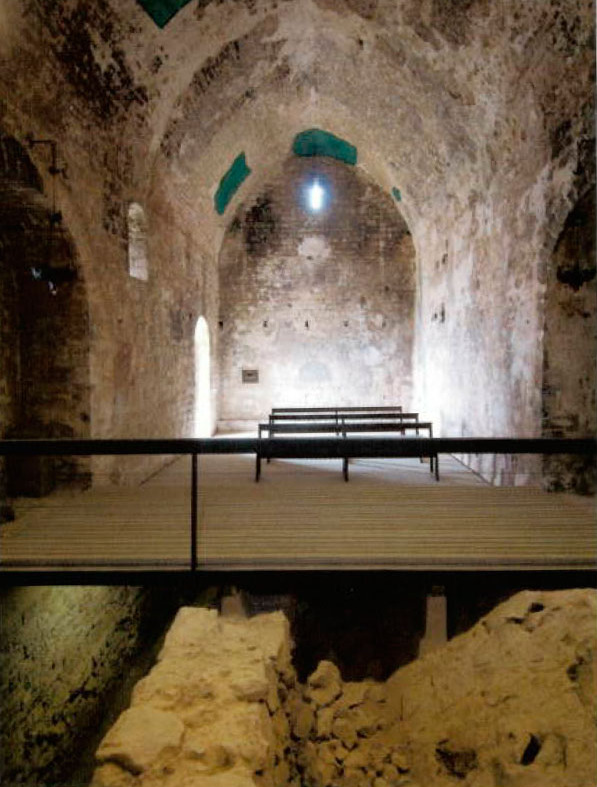
Muro del castillo, en el subsuelo de la iglesia. (Excavación(2007-2010).

Es un castillo fronterizo documentado en 1170 e identificado con el Castillo de Madrona. Fue el castillo de los Bergadá, antigua familia feudal de la comarca.
En el año 980 el conde Oliba y su esposa Ermengarda dieron a Sunifredo, abad de San Lorenzo un alodio situado dentro del término del castillo de Madrona. A principios del siglo XI en un documento de donación de un alodio de la catedral de Solsona se habla del castillo.
Se sabe que a finales del siglo XI, el castillo de Madrona era una posesión de los condes de Cerdaña. En un documento del 1095, Guillermo Ramón I de Cerdaña se intitula señor. Entre 1095 y 1109, Dalmau Bernat, vizconde de Bergadá, promete fidelidad a Guillermo Jordán, hijo de Sancha de Barcelona, por el castillo de Madrona y otros. Pocos años más tarde, Dalmau Bernat repetirá homenaje por los castillos al conde Bernat de Cerdaña y el 1131 a Ramón Berenguer III conde de Barcelona. En 1135 Guillem de Bergadá, padre del trovador Guilhem de Berguedan, prestó juramento por el castillo al conde de Barcelona Ramón Berenguer IV de Barcelona. En 1174, el castillo se menciona como afrontación en un documento de venta firmado por R. de Madrona, muy posiblemente castellano del castillo del mismo nombre. El año 1180, en una venta de un alodio a Ramon de Valmanya se describen las «afrontaciones»: el río Llobregat, el castillo de Madrona y el arroyo Demetge. En el testamento de Guillem de Bergadá (1183) se mencionan varios castillos y posesiones, entre ellos el castillo de Madrona. El heredero del vizconde es su hijo, el trovador Guilhem de Berguedan que, al hacer testamento en 1187, reconoció tener el castillo de Madrona en feudo del rey de Alfonso II de Aragón y lo legó a su hermano Berenguer.
La propiedad del castillo a la familia de los Bergadá conduce a formular una hipótesis sobre el cambio del nombre primitivo, Madrona por Bergadá; el castillo era conocido como Castellberguedà, nombre que aún persiste en la toponimia identificando la cordillera de Queralt.
Desde el final del siglo XII se han perdido casi las trazas históricas. En 1328, el Castrum de Madrona in Berguitano aparece en una relación de posesiones del rey.